# Nouadhibou
Nouadhibou (Arabă: نواذيبو; fost Port-Étienne în perioada colonială) este al doilea oraș, ca mărime, din Mauritania, situat în partea de N-V a țării, pe coasta Oceanului Atlantic. Are o populație de aproximativ 100.000 locuitori.
Are atât u port pescăresc, cât și unul de mărfuri, prin care se exportă în special minerul de fier extras din minele de la Zouérat și Fdérik.
O șosea, inaugurată în 2005, leagă Nouadhibou de Nouakchott, și de frontiera de sud a Marocului (fosta colonie Sahara Spaniolă). Acesată șosea atrage spre nord din ce în ce mai mulți oameni în căutarea unuio loc de muncă.
Din februarie 2006, Nouadhibou a devenit principalul punct de plecare pentru emigranții africani, care încearcă să ajungă în Insulele Canare. Această cale extrem de periculoasă de a ajunge în Uniunea Europeană a început să fie folosită după ce, în a doua jumătate a anului 2005, în Maroc s-a întărit paza de coastă și s-au luat măsuri de izolare a enclavelor Ceuta și Melilla.